# Nettalk
Nettalk ist ein freier quelloffener IRC-Client für Windows. Da sich die Benutzeroberfläche von Nettalk im Gegensatz zu vielen anderen IRC-Clients an Windows-Standards orientiert, ist der Umgang auch für unerfahrene IRC-Benutzer schnell erlernbar. Verfügbare Sprachen für die Benutzeroberfläche sind Deutsch, Englisch, Spanisch, Russisch, Ungarisch, Niederländisch und Chinesisch.
Zu den Besonderheiten von Nettalk zählt die einfache Verwaltung von mehreren Verbindungen, deren Einstellungen einzeln gespeichert werden. Dazu zählen auch die NickServ-Identifizierungen und die besuchten Channels. Des Weiteren gibt es eine Vervollständigung für Befehle, Nicks und Parameter. Auch die Syntax wird bei Eingabe des Befehls eingeblendet. Eine andere Besonderheit ist die Möglichkeit, sich private Nachrichten in Vollbildanwendungen einblenden zu lassen, sowie eine Rechtschreibkorrektur für Deutsch und Englisch. Ab Version 6.5 unterstützt Nettalk Mausgesten.
Die Scriptfunktion von Nettalk verwendet einen BASIC-Dialekt. Eine Dokumentation zu der Scriptsprache und Nettalk selber existiert ausschließlich in deutscher Sprache in Form eines Wikis.
Von Haus aus bringt Nettalk jedoch keine Unterstützung für SSL verschlüsselte Verbindungen zu IRC Netzwerken mit. Diese Funktion kann jedoch durch ein einfaches Plug-in nachgepflegt werden.